# Qipanshan Shuiku
Qipanshan Shuiku är en reservoar i Kina. Den ligger i provinsen Liaoning, i den nordöstra delen av landet, omkring 28 kilometer nordost om provinshuvudstaden Shenyang. Trakten runt Qipanshan Shuiku består till största delen av jordbruksmark.
Genomsnittlig årsnederbörd är 994 millimeter. Den regnigaste månaden är juli, med i genomsnitt 213 mm nederbörd, och den torraste är januari, med 9 mm nederbörd.